# Port lotniczy 1975
Port lotniczy 1975, Port lotniczy ’75 – amerykański film sensacyjny z 1974 roku w reżyserii Jacka Smighta.

## Obsada
- Charlton Heston jako Alan Murdock
- Karen Black jako Nancy
- George Kennedy jako Joe Patroni
- Gloria Swanson jako Gloria Swanson
- Dana Andrews jako Scott Freeman
- Susan Clark jako Helen Patroni
- Efrem Zimbalist jako Stacy
- Helen Reddy jako siostra Rugt
- Eugene Dynarski jako pierwszy przyjaciel

## Fabuła
Dochodzi do zderzenia awionetki z samolotem pasażerskim. W wyniku kolizji kapitan Boeinga 747 zostaje ciężko ranny, drugi pilot ginie. Jedyną osobą, która może przejąć kontrolę nad sterami, jest stewardesa, lecz ona nie potrafi sprowadzić maszyny na ziemię. Joseph Patroni, szef linii lotniczych, decyduje się na niezwykle ryzykowny manewr. Pilot zostanie opuszczony na pokład samolotu z helikoptera.